# Veszprém (ancien comitat)
Pour les articles homonymes, voir Veszprém (homonymie).
Veszprém est un ancien comitat de Hongrie.

## Histoire
Le comté de Veszprém est apparu comme l’un des premiers comitatuses du royaume de Hongrie, au XIe siècle.
La ville de Siófok, qui faisait partie du comitat de Somogy avant les années 1850, est passée du comitat de Veszprém à celui de Somogy avant la Seconde Guerre mondiale. Après la seconde guerre mondiale, le territoire du comté de Veszprém a été modifié à nouveau : une petite région à l’ouest de Pápa, qui faisait partie du comitat de Vas, et la rive nord du lac Balaton, qui faisait partie du comitat de Zala, ont été ajoutées. La région au sud-est du lac Balaton (autour d’Enying) s’est étendue dans le comitat de Fejér.